# Dmitrij Strotsev
Dmitrij Strotsev (belarusiska: Дзмітрый Юльевіч Строцаў: Dzmitryj Juljevitj Strotsaŭ), född 12 april 1963 i Minsk, är en belarusisk poet.
Strotsevs poesi rör sig i ett gränsland mellan politik, religiositet och andlighet. I diktsamlingen Belarus omkullkastat (översättning Dmitri Plax, 2021) skildrar Strotsev maktens övervåld och folkets motstånd. Han har av Svetlana Aleksijevitj beskrivits som en av Belarus främsta poeter.
Den 21 oktober 2020 dömdes Strotsev till 13 dagar i det ökända Akrestinafängelset för deltagande i en olovlig demonstration mot Belarus regim. Han hade då deltagit i protesterna regelbundet sedan presidentvalet den 9 augusti, och skildrat sina upplevelser fortlöpande, en dikt om dagen. Dessa dikter spreds i sociala medier och översattes till flera språk.
Strotsev tilldelades av Svenska PEN 2021 års Tucholskypris.